# حديبة مفصلية
الحديبة المفصلية (بالإنجليزية: Articular tubercle)‏ وهي بروز عظمي على العظم الصدغي في الجمجمة تتموضع أمام الحفرة المفصلية.يعتبر بروز مستدير للجذر الأمامي للنهاية الخلفية للسطح الخارجي لصدفة العظم الصدغي (Squamous part of temporal bone). تشكل هذه الحديبة الحد الأمامي لحفرة الفك السفلي، وتغطى بالغضروف في الحالة الطبيعية.
يتحرك الناتىء اللقمي (mandibular condyle) عادة فوق الحديبة المفصلية أثناء الفتح الأعظمي للفم. وهي موقع تعلق الرباط الجانبي للمفصل الفكي الصدغي.

## وصلات إضافية
- Image at wayne.edu
- "Anatomy diagram: 34257.000-1". Roche Lexicon - illustrated navigator. Elsevier. مؤرشف من الأصل في 2014-01-01.